# 하라드

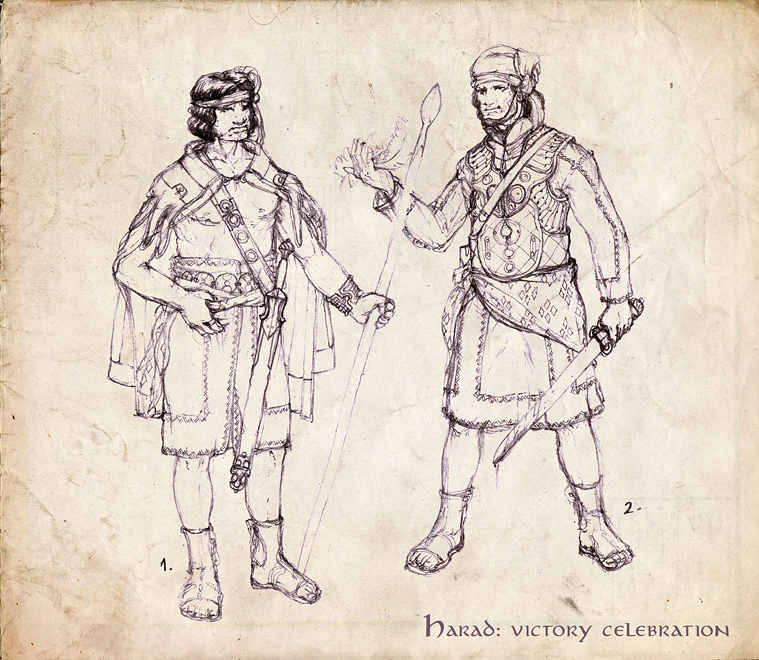

하라드(Harad)는 《반지의 제왕》에 언급되는 곤도르의 남쪽 구역으로 더운 땅으로 알려졌다.
넓은 땅에 비해 작중에 알려진 정보가 적다. 태양의 3시대 당시 사우론과 손을 잡은 사악한 무리가 곤도르 침공을 돕기 위해 병력을 보낸 것과 반지전쟁 그 이전부터 꾸준히 대립한 역사가 비교적 잘 알려졌다.
사우론에 대항한 자유세력이 승리하면서 곤도르와 하라드 사이의 분쟁은 일단락 되었다.
마법사 간달프가 적게나마 하라드에 활동한 적이 있다고 한다.